# Менонге (аэропорт)
Мено́нге — аэропорт в городе Менонге провинции Куандо-Кубанго в Анголе.

## История
Аэропорт был построен в 1973 году, чтобы служить вспомогательной авиабазой для португальских ВВС во время войны за независимость Анголы.